# Переяславсько-Вишневська єпархія ПЦУ
Переяславсько-Вишневська єпархія — єпархія Православної церкви України на територіях міста Києва і Київської області. Номінальні єпархіальні центри — міста Переяслав та Вишневе, але фактичний єпархіальний центр — Київ, а кафедральний собор — Спасо-Преображенський у київському мікрорайоні Теремки. Правлячий архієрей — митрополит Переяславський і Вишневський Олександр (Драбинко).
Єпархія утворена рішенням Священного синоду ПЦУ 4 березня 2019 року для парафій Київської, Білоцерківської і Бориспільської єпархій УПЦ (МП), які приєднуються до ПЦУ.
На момент створення єпархія налічувала 7 парафій, але станом на травень 2022 року мала в Києві й Київській області вже близько 20 парафій та чоловічий монастир. Наприкінці 2022 року кількість парафій зросла до 30. Також митрополиту Олександру підпорядковується низка ставропігійних парафій за межами області.

## Назва
- Переяслав-Хмельницький і Вишневський вікаріат (5 лютого 2019 — 4 березня 2019)
- Переяслав-Хмельницька і Вишневська єпархія (4 березня 2019 — 19 листопада 2019)
- Переяславська і Вишневська єпархія (з 19 листопада 2019)

## Історія
Митрополит Переяславський УПЦ (МП) Олександр (Драбинко) приєднався до Об’єднавчого собору українських православних церков, що відбувся 15 грудня 2018 року у Софійському соборі в Києві і, таким чином, увійшов до ієрархії об’єднаної автокефальної Православної церкви України. Однак він був вікарієм і не мав власної єпархії, тому 4 березня 2019 рішенням Священного синоду ПЦУ була створена Переяславсько-Вишневська єпархія для парафій Київської, Білоцерківської і Бориспільської єпархій УПЦ (МП), які приєднуються до ПЦУ.
На момент створення єпархія налічувала 7 парафій, які перейшли з УПЦ (МП) і забажали бути в управлінні митрополита Олександра.
27 липня 2019 року було засновано чоловічий монастир святителя Нектарія Егінського в хуторі Ясному Феодосіївської громади Обухівського району. У 2020 році було освячено домовий храм Стиліана Пафлагонського при єпархіальному управлінні. У 2021 до єпархії приєдналося ще дві парафії з УПЦ (МП).
Після військового вторгнення Російської Федерації до України 24 лютого 2022 року розпочалася нова хвиля переходів парафій із УПЦ (МП) до ПЦУ, зокрема й до Переяславсько-Вишневської єпархії. До кінця року на території Київської області перейшло 18 парафій (більшість зі священиками), що більше, ніж було у всій єпархії на початку широкомасштабного російського вторгнення.
Низка колишніх парафій УПЦ (МП) за межами Київської області мають статус ставропігій і теж формально підпорядковуються митрополиту Олександру.

## Парафії
| №  | Назва                                                   | Населений пункт                                | Громада                   | Район           | Заснування / приєднання | Примітки                                 |
| -- | ------------------------------------------------------- | ---------------------------------------------- | ------------------------- | --------------- | ----------------------- | ---------------------------------------- |
| 1  | Кафедральний собор Преображення Господнього             | м. Київ                                        | —                         | Голосіївський   | 4 березня 2019          |                                          |
| 2  | Церква Собору Київських Святих                          | м. Київ                                        | —                         | Оболонський     | 4 березня 2019          |                                          |
| 3  | Церква Покрова Пресвятої Богородиці                     | с. Кодаки                                      | Васильківська             | Обухівський     | 4 березня 2019          |                                          |
| 4  | Церква архангела Михаїла                                | с. Лукаші                                      | Баришівська               | Броварський     | 4 березня 2019          | [ 4 ]                                    |
| 5  | Парафія Успіння Пресвятої Богородиці                    | с. Морозівка                                   | Баришівська               | Броварський     | 4 березня 2019          | [ 5 ]                                    |
| 6  | Церква Різдва Пресвятої Богородиці                      | с. Перемога                                    | Баришівська               | Броварський     | 4 березня 2019          | [ 6 ]                                    |
| 7  | Церква Преображення Господнього                         | хутір Ясний                                    | Феодосіївська             | Обухівський     | 4 березня 2019          |                                          |
| 8  | Церква святого Стиліана Пафлагонського                  | м. Київ                                        | —                         | Голосіївський   | 1 лютого 2020           | При єпархіальному управлінні             |
| 9  | Парафія святого Пантелеймона                            | м. Вишгород                                    | Вишгородська              | Вишгородський   | 12 грудня 2020          | [ 8 ]                                    |
| 10 | Парафія Віфлиємської ікони Пресвятої Богородиці         | м. Київ                                        | —                         | Святошинський   | 15 лютого 2021          | При дитячому будинку-інтернаті           |
| 11 | Церква Успіння Пресвятої Богородиці                     | с. Фарбоване                                   | Яготинська                | Бориспільський  | 11 травня 2021          | [ 10 ]                                   |
| 12 | Парафія Святої Трійці                                   | с. Гостролуччя                                 | Баришівська               | Броварський     | 16 жовтня 2021          | [ 11 ]                                   |
| 13 | Тюремна парафія в Бориспільській виправній колонії №119 | с. Мартусівка                                  | Гірська                   | Бориспільський  | 4 квітня 2022           | [ 12 ]                                   |
| 14 | Церква Успіння Пресвятої Богородиці                     | с. Круглик                                     | Феодосіївська             | Обухівський     | 14 квітня 2022          | [ 13 ]                                   |
| 15 | Церква Антонія і Феодосія Печерських                    | с. Віта-Поштова                                | Гатненська                | Фастівський     | 15 квітня 2022          | [ 14 ]                                   |
| 16 | Церква святого Миколая Чудотворця                       | м. Боярка                                      | Боярська                  | Фастівський     | 15 квітня 2022          | При військовому ліцеї імені Івана Богуна |
| 17 | Церква Казанської ікони Божої Матері                    | с. Сухолуччя                                   | Димерська                 | Вишгородський   | 17 квітня 2022          | [ 16 ]                                   |
| 18 | Церква святого Луки                                     | м. Біла Церква                                 | Білоцерківська            | Білоцерківський | 25 квітня 2022          | Ставропігійна                            |
| 19 | Церква Вознесіння Господнього                           | с. Бобрик                                      | Великодимерська           | Броварський     | травень 2022            | [ 18 ]                                   |
| 20 | Церква всіх святих                                      | м. Сквира                                      | Сквирська                 | Білоцерківський | 12 травня 2022          | [ 19 ]                                   |
| 21 | Церква Георгія Переможця                                | с. Мотижин                                     | Макарівська               | Бучанський      | 14 травня 2022          | [ 20 ]                                   |
| 22 | Церква святих Косьми і Даміана                          | с. Сукачі                                      | Іванківська               | Вишгородський   | 19 травня 2022          | [ 21 ]                                   |
| 23 | Церква Преображення Господнього                         | с. Рославичі                                   | Феодосіївська             | Обухівський     | 30 травня 2022          | Перейшли без священика.                  |
| 24 | Церква святого Димитрія Солунського                     | с. Юрівка                                      | Томашівська               | Фастівський     | 18 червня 2022          | Перейшли без священика.                  |
| 25 | Церква святого Миколая                                  | с. Корніївка                                   | Баришівська               | Броварський     | 29 червня 2022          | [ 24 ]                                   |
| 26 | Церква святого Іллі                                     | с. Паришків                                    | Баришівська               | Броварський     | 29 червня 2022          | [ 24 ]                                   |
| 27 | Церква святого Пантелеймона                             | с. Бакумівка                                   | Баришівська               | Броварський     | 29 червня 2022          | [ 24 ]                                   |
| 28 | Церква Успіння Пресвятої Богородиці                     | с. Тарасівка                                   | Боярська                  | Фастівський     | 27 серпня 2022          | [ 25 ]                                   |
| 29 | Церква святої Параскеви П’ятниці                        | с. Ходосівка                                   | Феодосіївська             | Обухівський     | 4 вересня 2022          | [ 26 ]                                   |
| 30 | Церква Різдва Пресвятої Богородиці                      | с. Віта-Поштова                                | Гатненська                | Фастівський     | 14 жовтня 2022          | [ 27 ]                                   |
| 31 | Церква святого Миколая                                  | с. Русанів                                     | Великодимерська           | Броварський     | 25 грудня 2022          | [ 28 ]                                   |
| 32 | Церква Введення в храм Пресвятої Богородиці             | с. Гайворон                                    | Володарська               | Білоцерківський | 30 січня 2023           | [ 29 ]                                   |
| 33 | Церква Різдва Пресвятої Богородиці                      | с. Матвіїха                                    | Володарська               | Білоцерківський | 30 січня 2023           | [ 30 ]                                   |
| 34 | Церква Покрова Пресвятої Богородиці                     | с. Рубченки                                    | Володарська               | Білоцерківський | 30 січня 2023           | [ 31 ]                                   |
| 35 | Церква Покрова Пресвятої Богородиці                     | с. Велика Димерка                              | Великодимерська           | Броварський     | 5 травня 2023           | Перейшли без священика.                  |
| 36 | Церква святої Параскеви П’ятниці                        | с. Богданівка                                  | Великодимерська           | Броварський     | 7 травня 2023           | [ 32 ]                                   |
| 37 | Церква святого Пантелеймона                             | м. Яготин                                      | Яготинська                | Бориспільський  | 28 травня 2023          | [ 33 ]                                   |
| 38 | Церква Чуда Архістратига Михаїла                        | с. Підгірці                                    | Козинська                 | Обухівський     | 6 серпня 2023           | Перейшли без священика                   |
| 39 | Церква святого Апостола і Євангелиста Луки              | с.Вахівка                                      | Димерська                 | Вишгородський   | 4 червня 2022           | Перейшли без священика.                  |
| 40 | Церква Покрови Пресвятої Богородиці                     | с.Креничі                                      | Козинська                 | Обухівський     | 26 серпня 2023          | Перейшли без священика                   |
| 41 | Церква святого Іллі                                     | с.Володарка                                    | Володарська               | Білоцерківський | 15 травня 2023          |                                          |
| 42 | Церква святителя Нектарія Егінського                    | хутір Ясний                                    | Феодосіївська             | Обухівський     | 19 квітня 2022          |                                          |
| 43 | Церква Різдва Пресвятої Богородиці                      | Гоголів                                        | Великодимерська           | Броварський     | 07 квітня 2023          |                                          |
| 44 | Свято-Михайлівський Кафедральний собор                  | м.Переяслав                                    |                           | Бориспільський  | 27 лютого 2023          |                                          |
| 45 | Церква Преображення Господнього                         | с.Лісники                                      | Феодосіївська             | Обухівський     | 08 квітня 2023          |                                          |
| 46 | Церква Покрова Пресвятої Богородиці                     | с.Лемешівка                                    | Яготинська                | Бориспільський  | 28 травня 2023          |                                          |
| 47 | Церква Покрова Пресвятої Богородиці                     | с.Креничі                                      | Козинська                 | Обухівський     | 26 серпня 2023          |                                          |
| 48 | Церква святих Косьми і Даміана                          | смт.Димер                                      | Димерська селищна громада | Вишгородський   | 11 серпня 2023          |                                          |
| 49 | Церква Апостола і Євангеліста Іоанна Богослова          | с.Великі Дмитровичі                            | Козинська                 | Обухівський     | 23 вересня2023          |                                          |
| 50 | Церква Різдва Пресвятої Богородиці                      | с.Рудня (Броварський район)                    | Димерська селищна громада | Броварський     | 14 квітня 2024          |                                          |
| 51 | Церква Свято-Михайлівська                               | с.Світильня                                    | Димерська селищна громада | Броварський     | 27 квітня 2024          |                                          |
| 52 | Церква Архістратига Михаїла                             | с.Шевченкове (Великодимерська селищна громада) | Димерська селищна громада | Броварський     | 19 травня 2024          |                                          |
| 53 | Церква Успіння Пресвятої Богородиці                     | с.Старі Безрадичі                              | Феодосіївська             | Обухівський     | 08 червня 2024          |                                          |

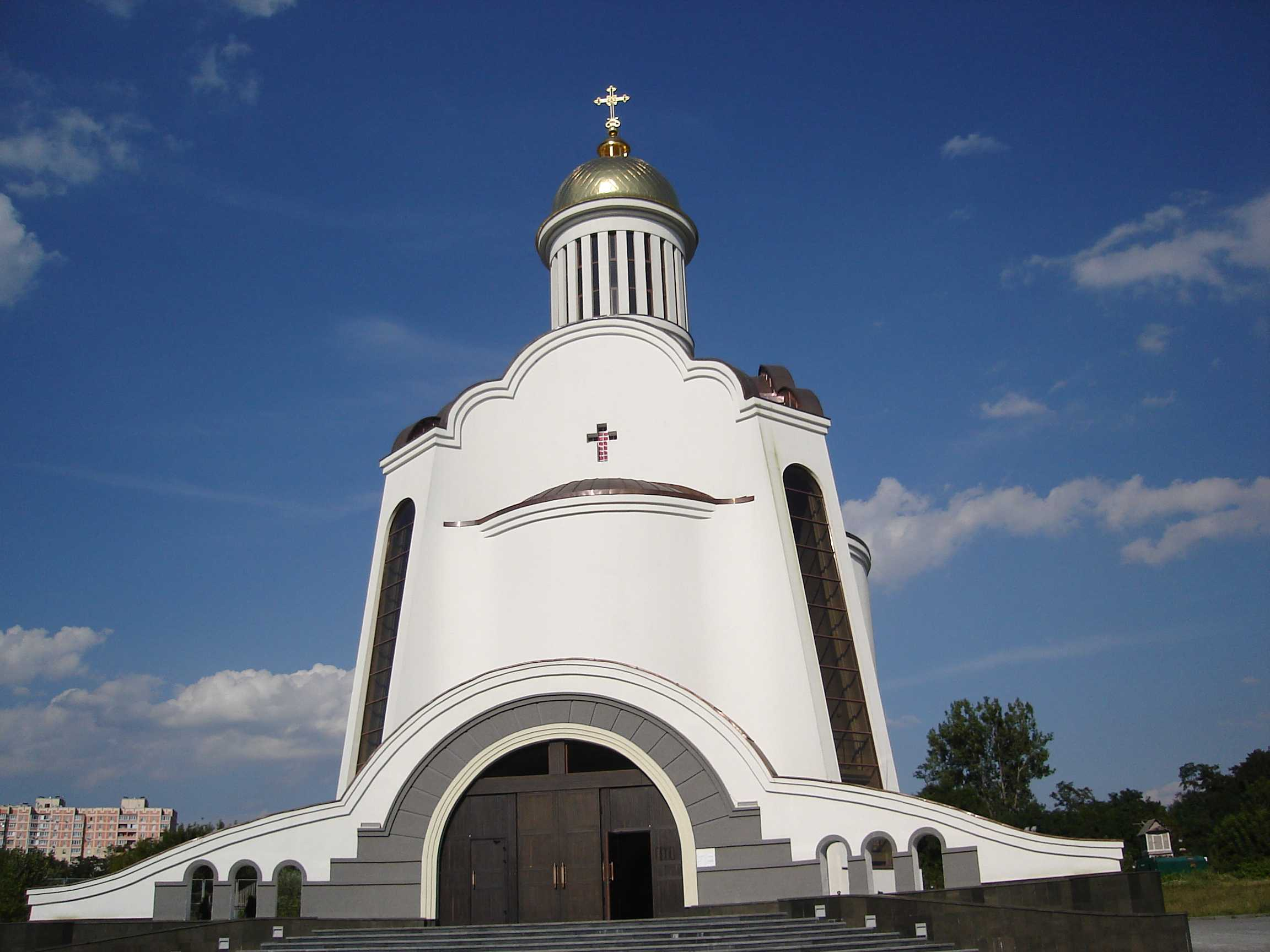
Собор Преображення Господнього (м. Київ)
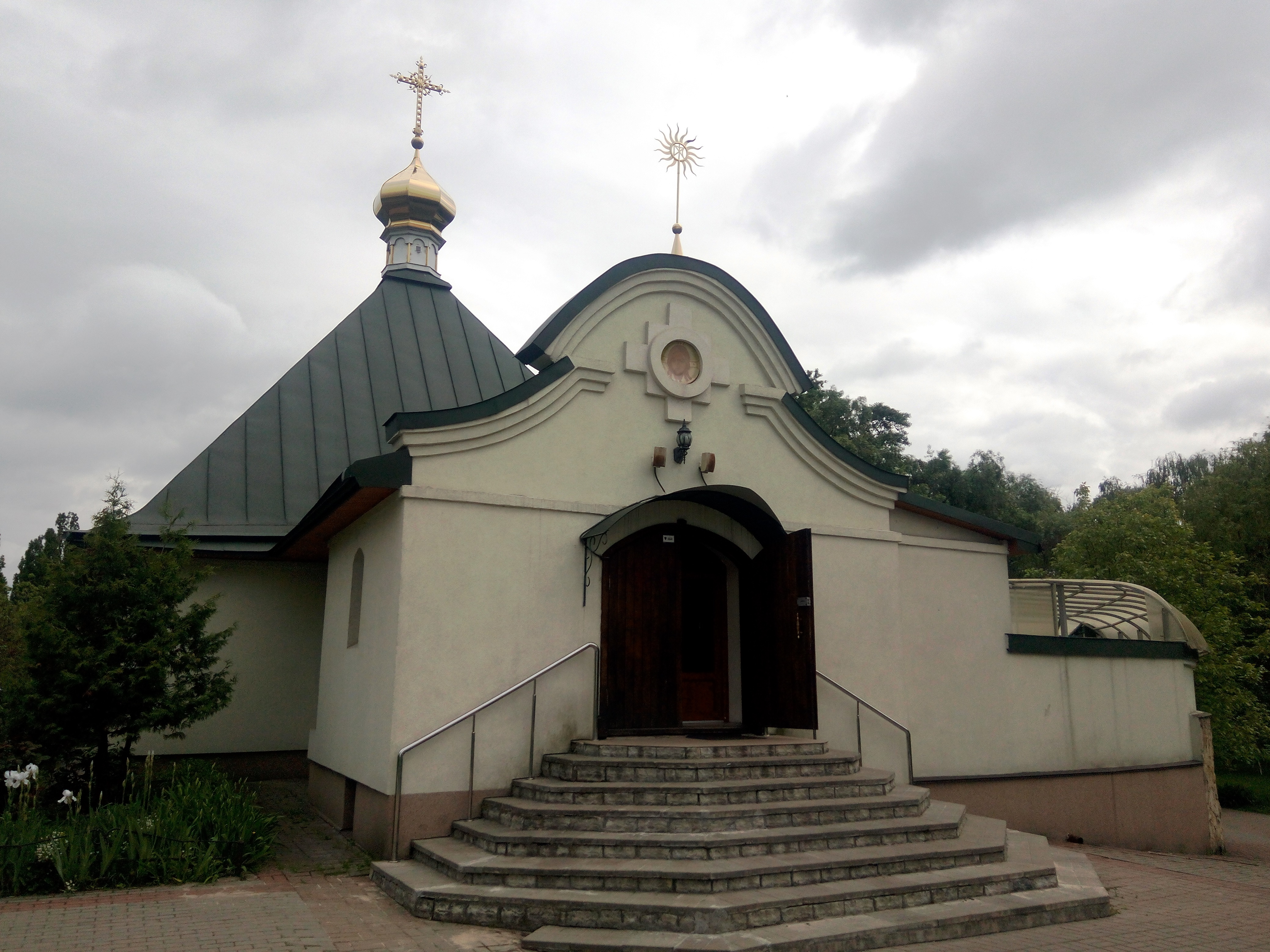
Церква святого Стиліана Пафлагонського (м. Київ)
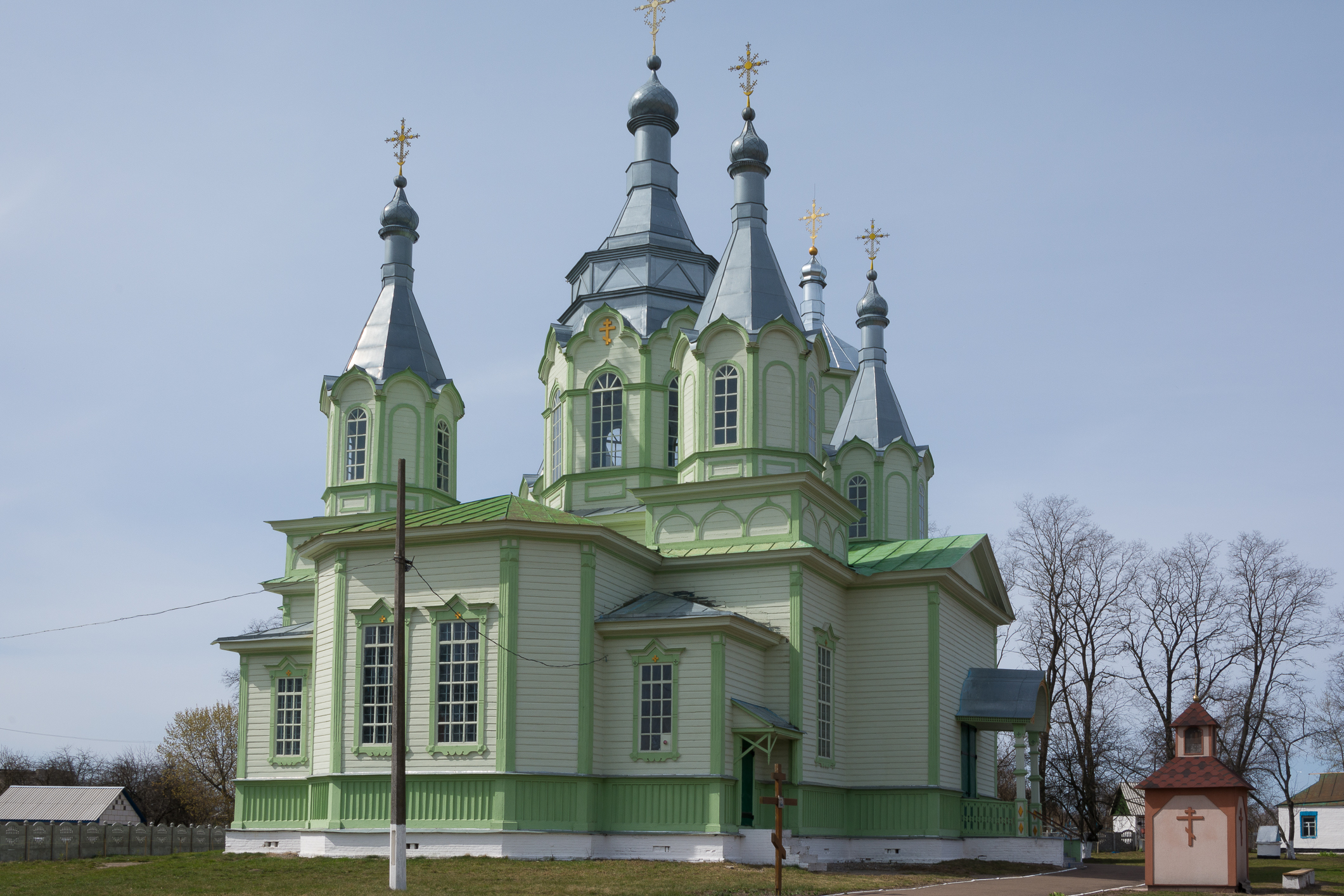
Церква архангела Михаїла (с. Лукаші)
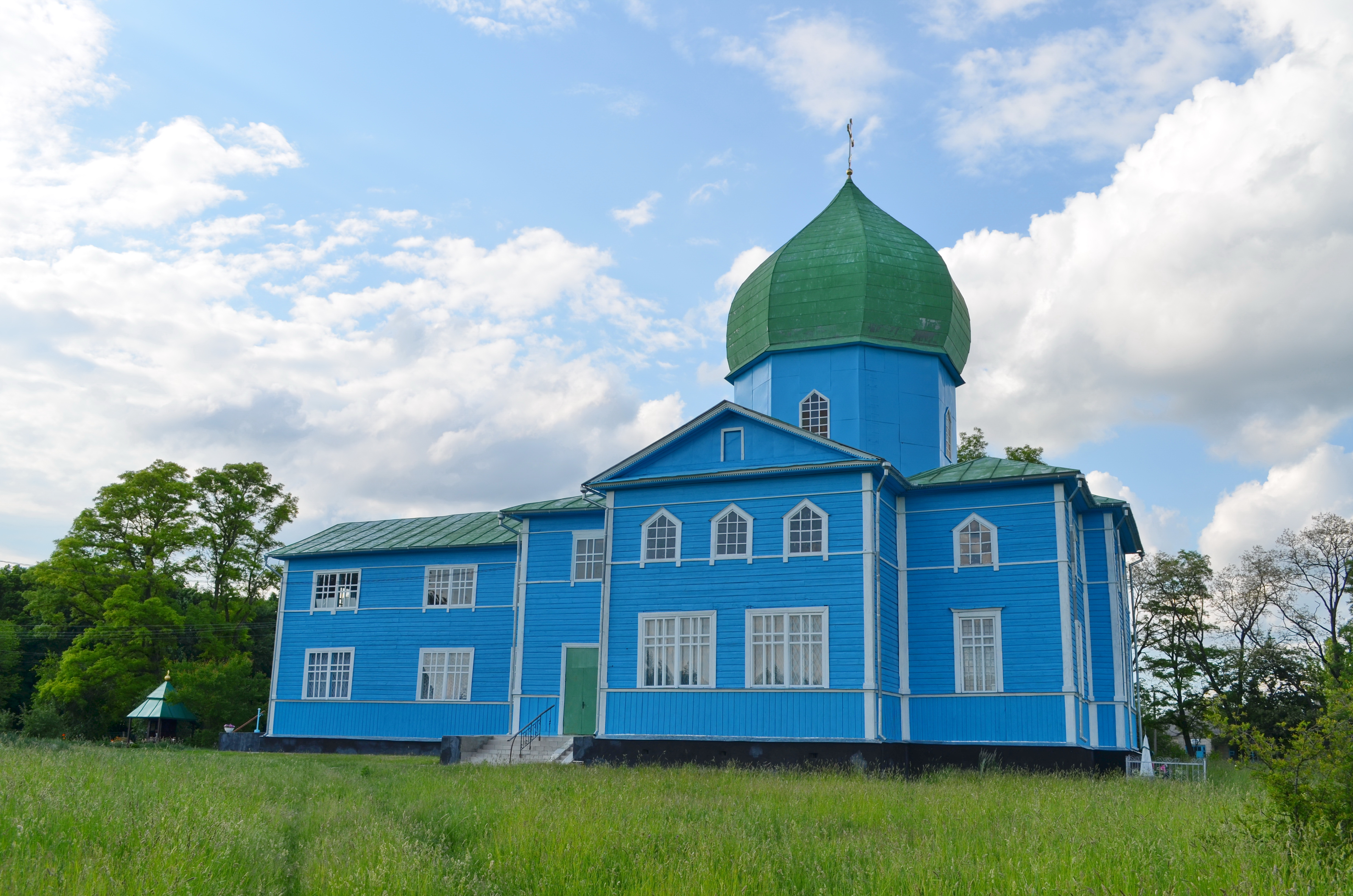
Церква Різдва Богородиці (с. Перемога)
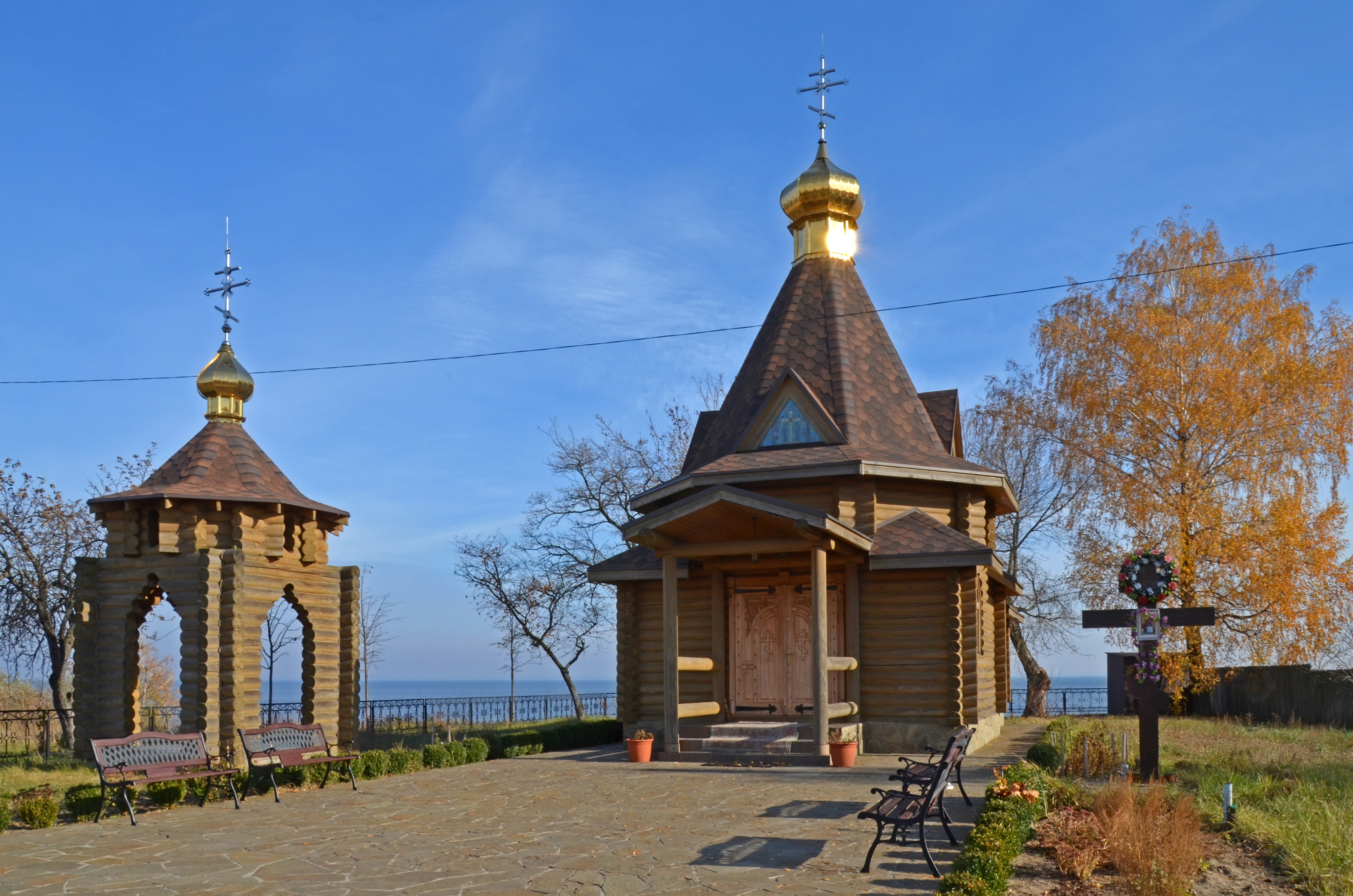
Церква Казанської ікони Божої Матері (с. Сухолуччя)
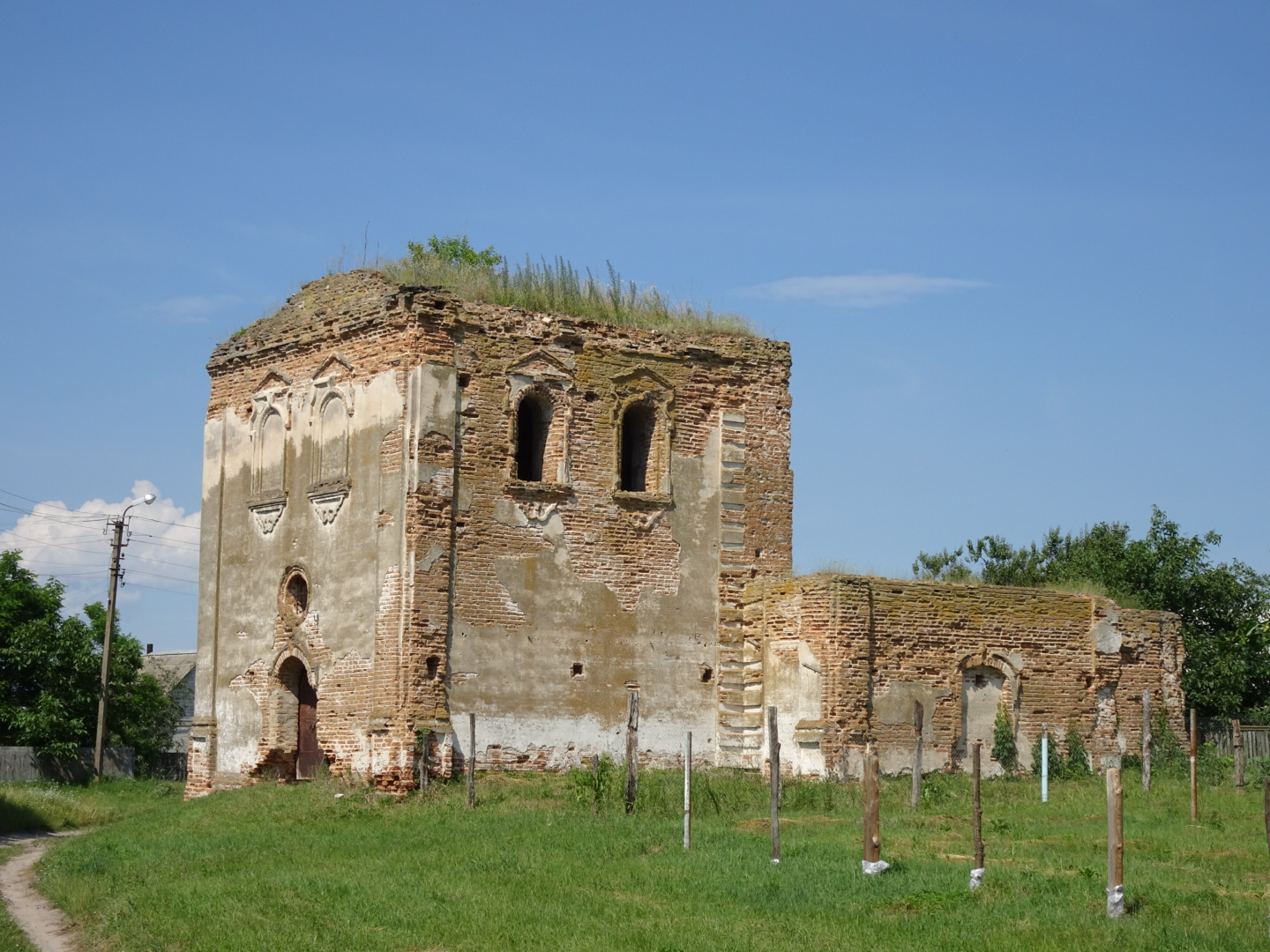
Церква Святої Трійці (с. Гостролуччя)

### Ставропігійні парафії за межами Київської області
Парафії за межами території Переяславсько-Вишневської єпархії, якими опікується митрополит Переяславський і Вишневський.
| № | Назва                                 | Населений пункт | Громада    | Район         | Область      | Заснування / приєднання | Настоятель            | Примітки |
| - | ------------------------------------- | --------------- | ---------- | ------------- | ------------ | ----------------------- | --------------------- | -------- |
| 1 | Церква архангела Гавриїла             | смт Десна       | Деснянська | Чернігівський | Чернігівська | 6 травня 2022           | прот. Ярослав Малетич | [ 34 ]   |
| 2 | Церква Воздвиження Хреста Господнього | с. Виповзів     | Деснянська | Чернігівський | Чернігівська | 6 травня 2022           | прот. Ярослав Малетич | [ 35 ]   |
| 3 | Церква Різдва Пресвятої Богородиці    | с. Євминка      | Остерська  | Чернігівський | Чернігівська | 14 травня 2022          | прот. Іван Занкович   | [ 36 ]   |
| 4 | Парафія святого Олександра Невського  | с. Визирка      | Визирська  | Одеський      | Одеська      | 14 травня 2022          | прот. Борис Нагорний  | [ 37 ]   |

## Монастирі
- Чоловічий монастир святителя Нектарія Егінського (хутір Ясний, Феодосіївська громада Обухівського району), ігуменом обителі затверджено клірика єпархії ієромонаха Олексія (Мацюру).[3]
  - Скит Успіння Пресвятої Богородиці (с. Сувид, Пірнівська громада)[38]